# Università degli Studi di Foggia
L'Università degli Studi di Foggia (acronimo "UniFg") è una università statale italiana fondata il 5 agosto 1999. La sede principale è situata a Foggia in via Gramsci.

## Storia
Come in altre città della Capitanata (in particolare Lucera e San Severo), dal Settecento furono attive a Foggia alcune cattedre di tipo universitario, segnatamente di umanità e retorica, filosofia e legge, istituite dal locale decurionato per offrire ai giovani della città dei percorsi formativi superiori. Nell'Ottocento fu istituita la cattedra di fisica e agricoltura che, con decreto reale del 30 novembre 1819, fu trasformata in cattedra di economia rurale. Contemporaneamente si istituirono gli insegnamenti di filosofia e matematica, retorica, umanità e grammatica. Nel 1858 furono avviate anche le cattedre di diritto e procedura civile, diritto e procedura penale, scienze naturali e chimica, anatomia umana comparata e fisiologia. Dopo l'Unità d'Italia, col riordino del sistema nazionale dell'istruzione, tutte le cattedre furono soppresse.
L'università è stata istituita il 5 agosto 1999 per mezzo del decreto emesso in quella data dal ministero dell'università e della ricerca scientifica e tecnologica. Foggia, tuttavia, era sede di polo dell'Università di Bari "Aldo Moro" già dall'anno accademico 1990-1991, grazie all'impegno politico dell'On. Giovanni Mongiello, con le facoltà gemmate di Giurisprudenza, Economia e Agraria, e nell'anno accademico 1993/94 era stato attivato anche il corso di laurea in Medicina e Chirurgia.
Ottenuta la piena autonomia nel 1999, nel 2000 è stata istituita la facoltà di lettere e filosofia, mentre nel 2008 è stata istituita la facoltà di scienze della formazione.
Le sedi delle varie facoltà sono dislocate in tutto il territorio cittadino. La localizzazione delle strutture didattiche e di ricerca è, infatti, organizzata per poli. Il polo direzionale, ove ha sede il Rettorato e tutta l'Amministrazione Centrale, è ubicato in zona Fiera ove sono presenti altri importanti Enti pubblici come la Questura e il Comune. Il polo economico-giuridico trovasi nei pressi della Villa Comunale e non lontano dalla Stazione Ferroviaria. Più precisamente, la presidenza della Facoltà di Giurisprudenza è ubicata in un palazzo di stile neoclassico che sorge al centro della città (Largo Papa Giovanni Paolo II) e che fu sede del Palazzo di Giustizia. La sede centrale e la presidenza di Economia si integrano con il complesso dell'IRIP (Istituto di Incremento Ippico) in Via Caggese, non lontano dalla Facoltà di Giurisprudenza. Il polo umanistico è situato nella parte più antica della città. Più precisamente, la sede centrale e la presidenza di Lettere sono ubicate presso l'ex ospedale Maternità in Via Arpi mentre nelle loro vicinanze (Largo Civitella) è anche ubicata la Facoltà di Scienze della Formazione. Il polo scientifico è nella zona di Via Napoli ove è ubicata la sede centrale e la presidenza di Agraria nonché la sede centrale e la presidenza di Medicina che si integrano con gli Ospedali Riuniti. Il corso di laurea in Scienze Motorie si svolge in un complesso più vicino, in linea d'aria, al polo direzionale che alla Facoltà di Medicina.
Anche le città di San Severo, San Giovanni Rotondo, Lucera, Cerignola, Manfredonia sono state sedi dell'università e hanno ospitato diversi corsi di laurea: quattro a San Severo (afferenti alle facoltà di Economia, Medicina e Agraria), due a San Giovanni Rotondo (Medicina), uno a Lucera (Lettere), uno a Cerignola (Agraria), uno a Manfredonia (Economia). Complessivamente questi comuni hanno contribuito in misura notevole all'implementazione dell'università foggiana e, non a caso, la prima denominazione proposta per l'ateneo è stata Università degli studi di Capitanata, a sottolineare la diffusione dell'istituzione nel territorio provinciale e la pluralità dei comuni che ne avevano sponsorizzata la nascita. Di recente, a seguito del processo di razionalizzazione dell'offerta formativa, la maggior parte delle attività formative ordinarie dell'università si svolgono a Foggia, riservandosi alle città succitate solo alcune attività di alta formazione o corsi di laurea in professioni sanitarie.
Dal 2009 l'Università ha creato il Polo universitario di Barletta, inglobato nell'ospedale civile Dimiccoli.
Nel 2008 viene varato un progetto ambizioso: l'adozione della collezione di un privato, servita a costituire il primo fondo di letteratura italiana tradotta in altre lingue. Il progetto si è chiuso nel 2010.
Il 20 settembre 2013, viene inaugurato il nuovo Polo Bio-Medico dell'ateneo in via Napoli ed il 30 settembre, viene inaugurato il Polo umanistico, in un antico complesso risalente al XVI secolo.

## Struttura

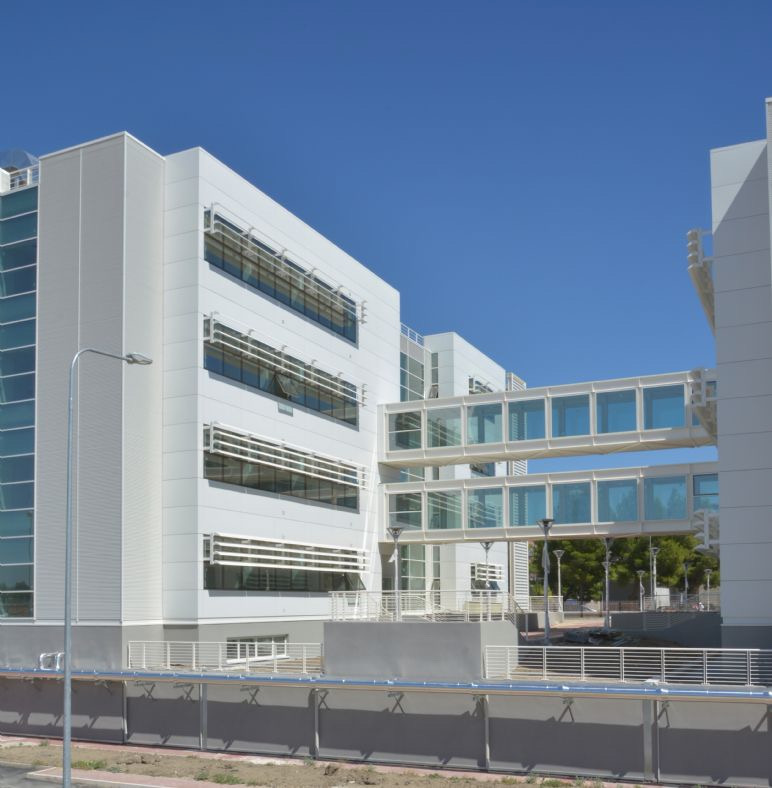
Polo biomedico UniFg

L'università è articolata in sette dipartimenti più un Centro Servizi di Ricerca Applicata e Alta Formazione Odontostomatologica:
- Dipartimento di Economia (Via Caggese);
- Dipartimento di Scienze Sociali (Via da Zara);
- Dipartimento di Giurisprudenza (Largo Papa Giovanni Paolo II);
- Dipartimento di Studi umanistici: Lettere, Beni Culturali, Scienze Della Formazione Primaria (Via Arpi);
- Dipartimento di Medicina Clinica e Sperimentale (Viale Pinto);
- Dipartimento di Scienze Mediche e Chirurgiche (Viale Pinto);
- Dipartimento di Scienze Agrarie, Alimenti, Risorse Naturali e Ingegneria (Via Napoli);
- Centro Servizi di Ricerca Applicata e Alta Formazione Odontostomatologica - Polo Di Odontoiatria (Via Rovelli).

## Rettori
- Antonio Muscio (1999-2008)
- Giuliano Volpe (2008-2013)
- Maurizio Ricci (2013-2019)
- Pierpaolo Limone (2019-2023)
- Lorenzo Lo Muzio (dal 2023)